# 聖彼得羅堡

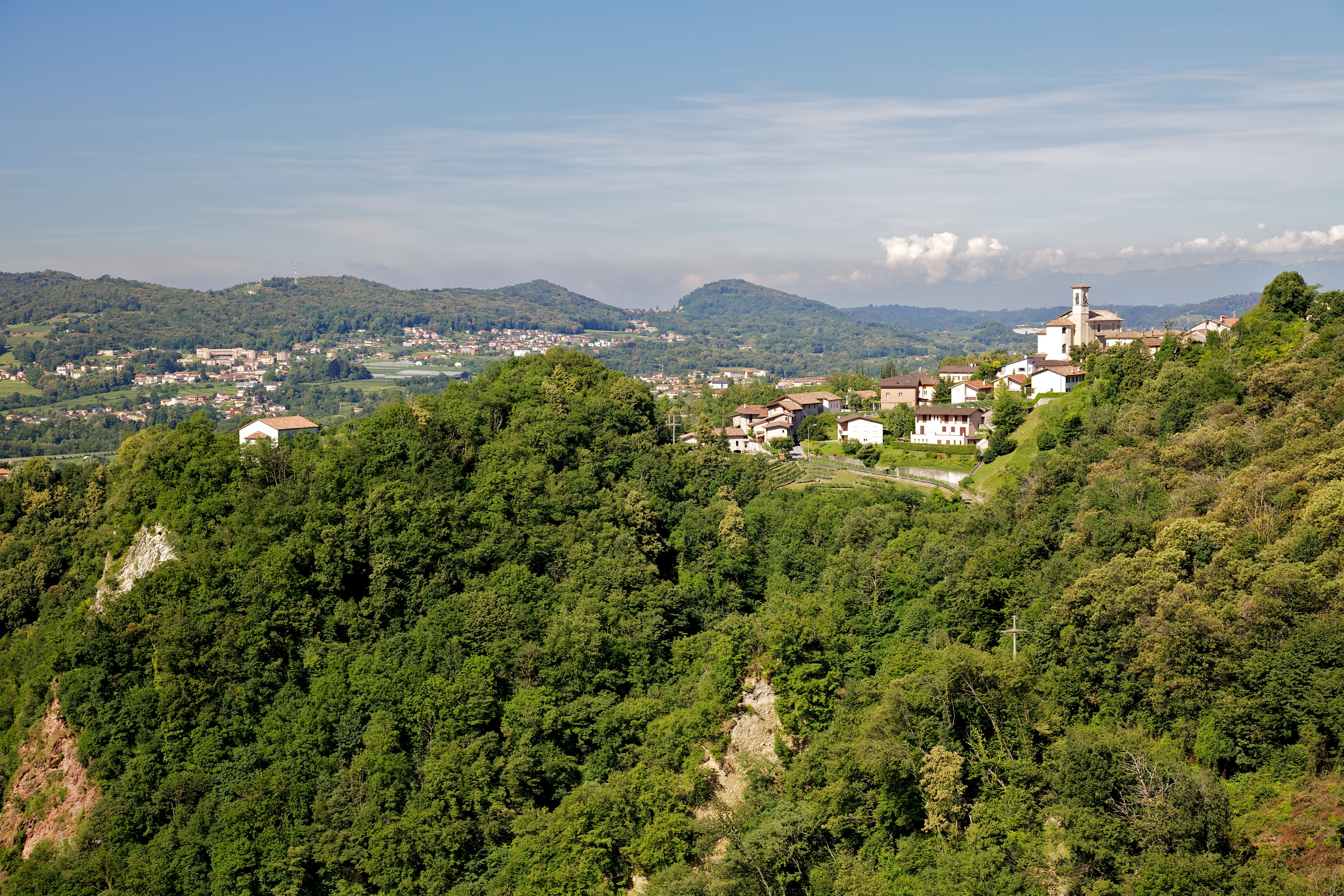

聖彼得羅堡是瑞士的城鎮，位於該國南部，由提契諾州負責管轄，面積11.83平方公里，海拔高度442米，2011年人口2,042，八成半人口信奉羅馬天主教，人口密度每平方公里173人。